# Castel San Lorenzo Barbera
Il Castel San Lorenzo Barbera è un vino DOC la cui produzione è consentita nella provincia di Salerno, in particolare nel paese di Castel San Lorenzo.

## Caratteristiche organolettiche
- colore: rubino più o meno intenso, tendente al granato se invecchiato.
- odore: vinoso, caratteristico, gradevole, intenso.
- sapore: asciutto, giustamente tannico ed acidulo da giovane

## Produzione
Provincia, stagione, volume in ettolitri
- Salerno  (1992/93)  475,0
- Salerno  (1993/94)  349,1
- Salerno  (1994/95)  489,08
- Salerno  (1995/96)  943,61
- Salerno  (1996/97)  1606,77